# Shlisselburg

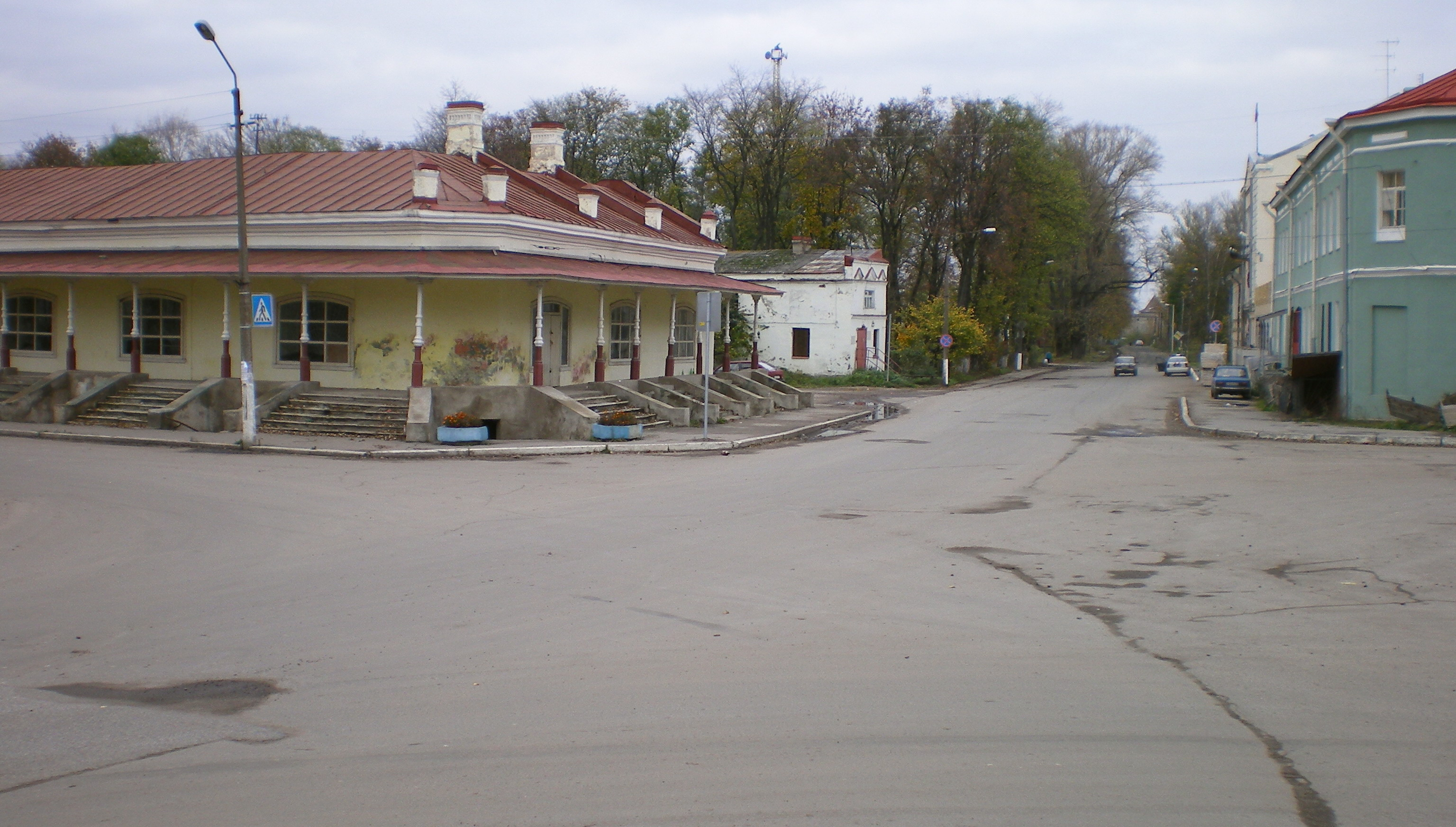
Rua de Shlisselburg.

Shlisselburg (em russo:  Шлиссельбург; em alemão:  Schlüsselburg; em sueco:  Nöteborg) é uma cidade no distrito de Kirovsky do Oblast de Leningrado, na Rússia, localizada na cabeça do rio Neva no Lago Ladoga, 35 km a leste de São Petersburgo. De 1944 a 1992, era conhecido como Petrokrepost (Петрокрепость). População: 13.170 (Censo de 2010); 12.401 (Censo de 2002); 12.589 (Censo de 1989).
A fortaleza e o centro da cidade são Patrimônio Mundial da UNESCO.